# 다중이용업소
다중이용업소(多衆利用業所)는 휴게음식점, 단란주점영업, 유흥주점영업, 비디오물소극장업, 복합영상물제공업 등 불특정 다수인이 이용하는 영업 중 화재 등 재난 발생 시 생명·신체·재산상의 피해가 발생할 우려가 높은 것으로서 다중이용업소의 안전관리에 관한 특별법 시행령 제2조(다중이용업)에서 정의한 영업을 말한다. 다중이용업을 운영하는 자는 국가와 지방자치단체가 실시하는 다중이용업소의 안전관리 등에 관한 시책에 협조하여야 하며, 다중이용업소를 이용하는 사람들을 화재 등 재난이나 그 밖의 위급한 상황으로부터 보호하기 위하여 노력하여야 한다.

## 소방 시설 설치 및 관리
다중이용업주 및 다중이용업을 하려는 자는 영업장에 소방시설등, 영업장 내부 피난통로, 그 밖의 안전시설을 다중이용업소의 안전관리에 관한 특별법 및 소방시설 설치·유지 및 안전관리에 관한 법률상 기준에 따라 설치ㆍ유지하여야 한다. 소방본부장이나 소방서장은 안전시설등이 기준에 맞게 설치 또는 유지되어 있지 아니한 경우에는 그 다중이용업주에게 안전시설등의 보완 등 필요한 조치를 명할 수 있다. 다중이용업을 하려는 자는 안전시설등을 설치하기 전에 미리 소방본부장이나 소방서장에게 안전시설등의 설계도서를 첨부하여 정하는 바에 따라 신고하여야 한다. 소방본부장이나 소방서장은 신고를 받았을 때에는 설계도서가 기준에 맞는지를 확인하고, 그에 맞도록 지도하여야 한다. 소방본부장이나 소방서장은 공사완료의 신고를 받았을 때에는 안전시설등이 기준에 맞게 설치되었다고 인정하는 경우에는 안전시설등 완비증명서를 발급하여야 하며, 그 기준에 맞지 아니한 경우에는 시정될 때까지 안전시설등 완비증명서를 발급하여서는 아니 된다. 다중이용업주는 다중이용업소의 안전관리를 위해 그 다중이용업소에 설치된 소방 시설 등을 정기적으로 점검해야 하며 이를 소방시설관리업자 등에게 위탁해서 실시할 수도 있다.

## 소방안전교육
다중이용업주와 종업원은 소방청장, 소방본부장 또는 소방서장이 실시하는 소방안전교육을 받아야 한다.

## 화재배상책임보험
다중이용업주는 다중이용업소의 화재로 인하여 다른 사람이 사망·부상하거나 재산상의 손해를 입은 경우 피해자에게 대통령령으로 정하는 금액을 지급할 책임을 지는 책임보험(화재배상책임보험)에 가입하여야 한다.